# 2013 في كينيا
فيما يلي قوائم الأحداث التي وقعت خلال عام 2013 في كينيا.

## أحداث
- 21 سبتمبر – حادثة القتل الجماعي في المركز التجاري وستغيت
- 4 مارس – الانتخابات الرئاسية الكينية 2013

## سياسة

### تعيين في المنصب
- 1 يناير – ويسلي كورير عضو الجمعية الوطنية.
- 9 أبريل – أوهورو كينياتا رئيس كينيا.

### انتهاء فترة المنصب
- 1 يناير – أوهورو كينياتا عضو الجمعية الوطنية.
- 9 أبريل – رايلا أودينجا رئيس وزراء كينيا [الإنجليزية]‏.
- 9 أبريل – مواي كيباكي رئيس كينيا.

## وفيات

### أكتوبر
- 20 أكتوبر – جوجيندر سينغ (مواليد 1932) سائق رالي كيني.